# لین لی (شناگر)
لین لی (به انگلیسی: Lin Li) (زادهٔ ۴ مهٔ ۱۹۷۰) شناگر اهل چین است.